# Nikon Z f
Die Nikon Z f ist ein spiegelloses Systemkameragehäuse des japanischen Herstellers Nikon mit Z-Bajonett und Vollformatsensor. Sie wurde im September 2023 vorgestellt.

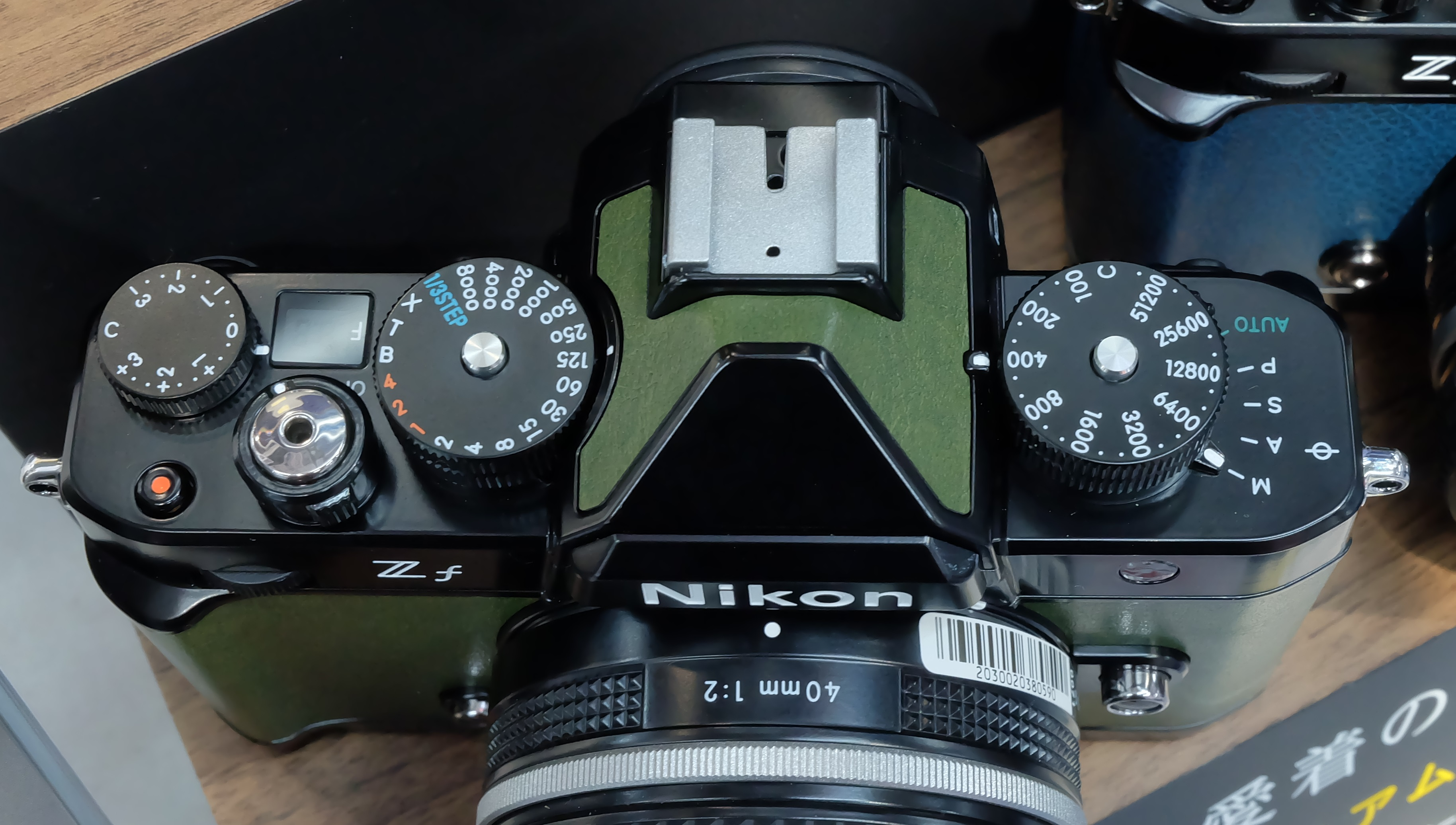
Klassische Drehknöpfe

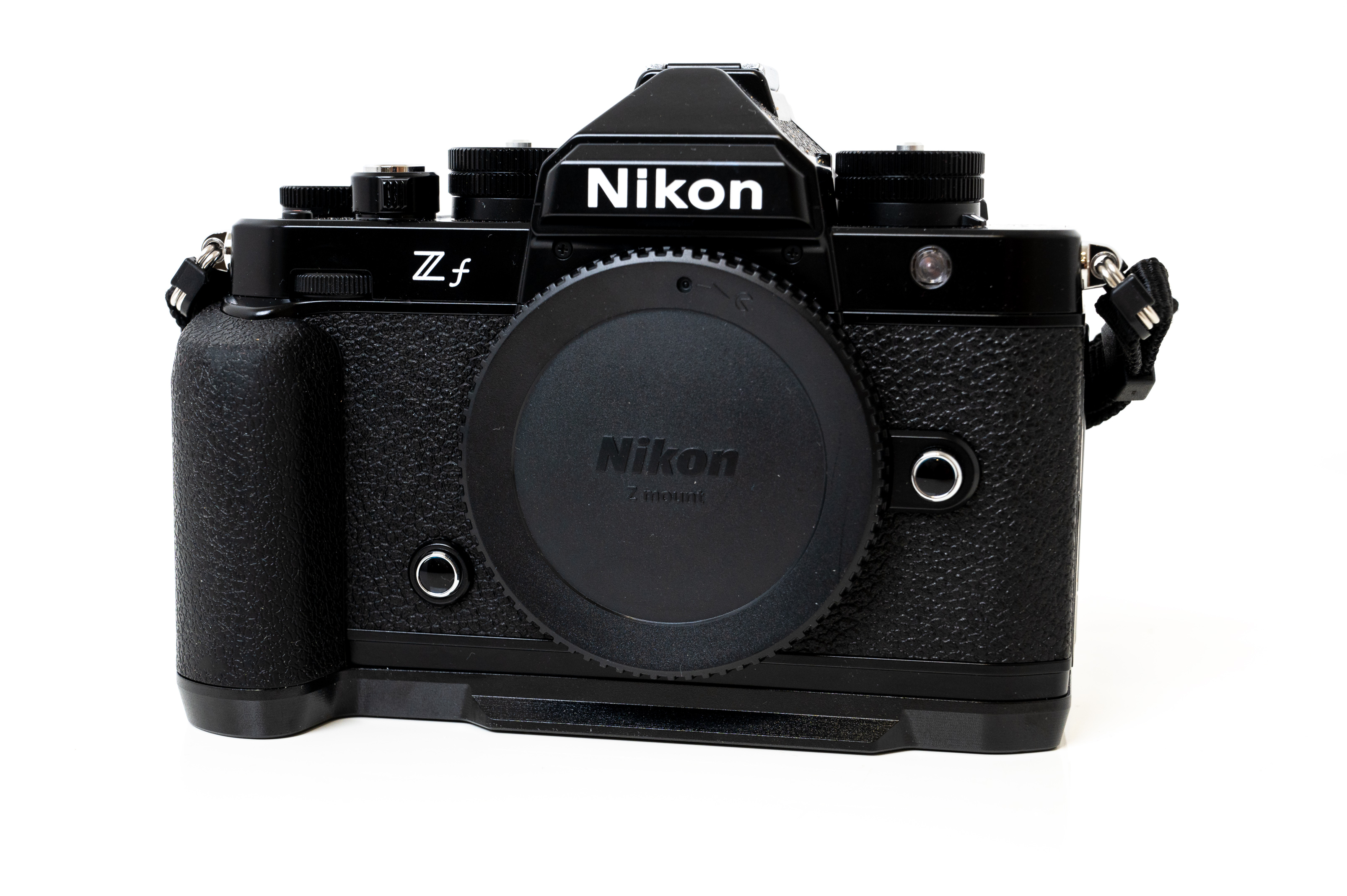
Z f mit zusätzlichem Smallrig-Handgriff

## Gehäuseform
Das Design des Gehäuses ist an das der Kleinbild-Spiegelreflexkamera FM2 aus den 1980er Jahren angelehnt. Das zeigt sich auch in der Bedienung. So lassen sich etwa die Belichtungszeit und ISO-Empfindlichkeit mit beschrifteten Einstellrädern wählen. Die Nikon Z f ist in sieben Farben verfügbar (schwarz, indigoblau, sepiabraun, bordeauxrot, sunset-orange, moosgrün und steingrau), wobei nur die schwarze Variante im Einzelhandel verfügbar ist, alle anderen Farben werden nur von Nikon selbst vertrieben. In Japan ist nur die schwarze Variante erhältlich, die zur Umarbeitung in die anderen Farbvarianten eingesendet werden muss.

## Technik
Die Z f ist ein spiegelloses Systemkameragehäuse mit einem Vollformatsensor in der Größe von 35,9 mm × 23,9 mm. Die maximale Bildgröße beträgt 6048 × 4032 Pixel. Die Kamera entspricht weitgehend den Funktionalitäten der Z 6 II, wurde aber in einigen Punkten verbessert, unter anderem besteht die Möglichkeit, mit Pixelshift (Kombination von Aufnahmen mit Verschiebung um halbe und ganze Pixelbreiten) Aufnahmen mit 96 Megapixeln aufzunehmen. Sie verfügt über einen neig- und drehbaren Touchscreen Monitor.